# 洪特河

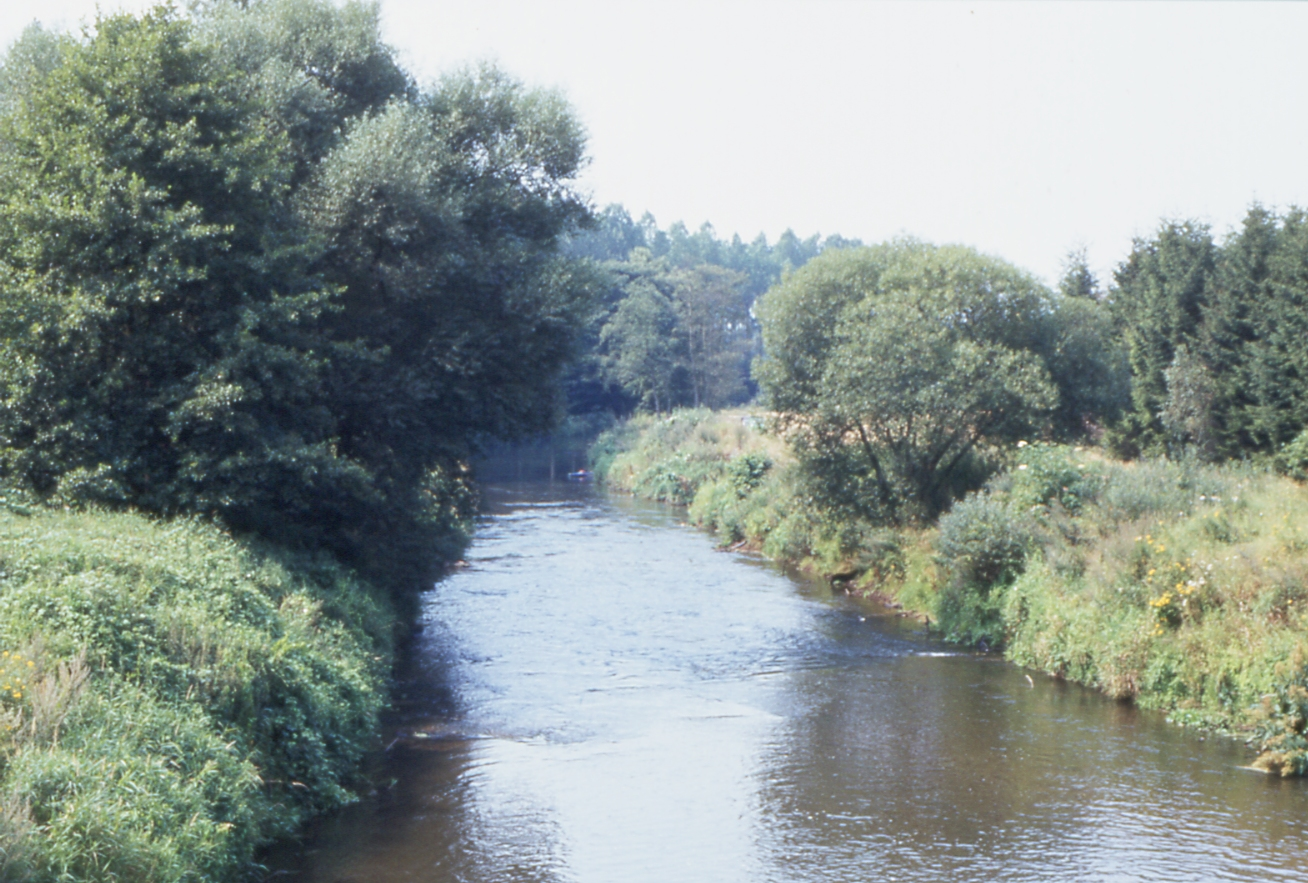

洪特河（德語：Hunte，發音：[ˈhʊntə] ⓘ）是德國的河流，位於該國東北部，屬於威悉河的左支流，河道全長189公里，流域面積2,785平方公里，發源自維恩山，河口處在埃尔斯弗莱特。